# Camille Langevin
Camille Langevin (Bordeaux, 14 febbraio 1843 – Parigi, 30 maggio 1913) è stato un operaio francese.
Fu una personalità della Comune di Parigi.

## Biografia
Operaio tornitore, organizzò nel 1868 il Sindacato degli operai meccanici e la Camera federale delle Società operaie nel 1869. Iscritto alla Prima Internazionale e fondatore del Cercle d'études sociales, nel luglio del 1870 fu condannato a due mesi di carcere dalla magistratura bonapartista.
Durante l'assedio di Parigi, nell'ambito della guerra franco-prussiana, partecipò alle sollevazioni del 31 ottobre 1870 e del 22 gennaio 1871 contro il governo di difesa nazionale. Si presentò candidato socialista rivoluzionario alle elezioni dell'Assemblea Nazionale dell'8 febbraio 1871 ma non fu eletto. Costituita la Comune il 18 marzo, il 26 marzo fu eletto al Consiglio della Comune e fece parte della Commissione giustizia, votando il 1º maggio a favore della creazione del Comitato di Salute pubblica.
Dopo la Settimana di sangue, fu condannato in contumacia dalla corte marziale di Versailles alla deportazione, ma  era già fuggito in Alsazia, divenuta tedesca, dove aveva fondato con Augustin Avrial una società di costruzioni meccaniche. Espulso nel 1876, si trasferì a Londra e tornò in Francia con l'amnistia del 1880, facendo parte delle cooperative operaie di produzione.